# Città della Slovenia

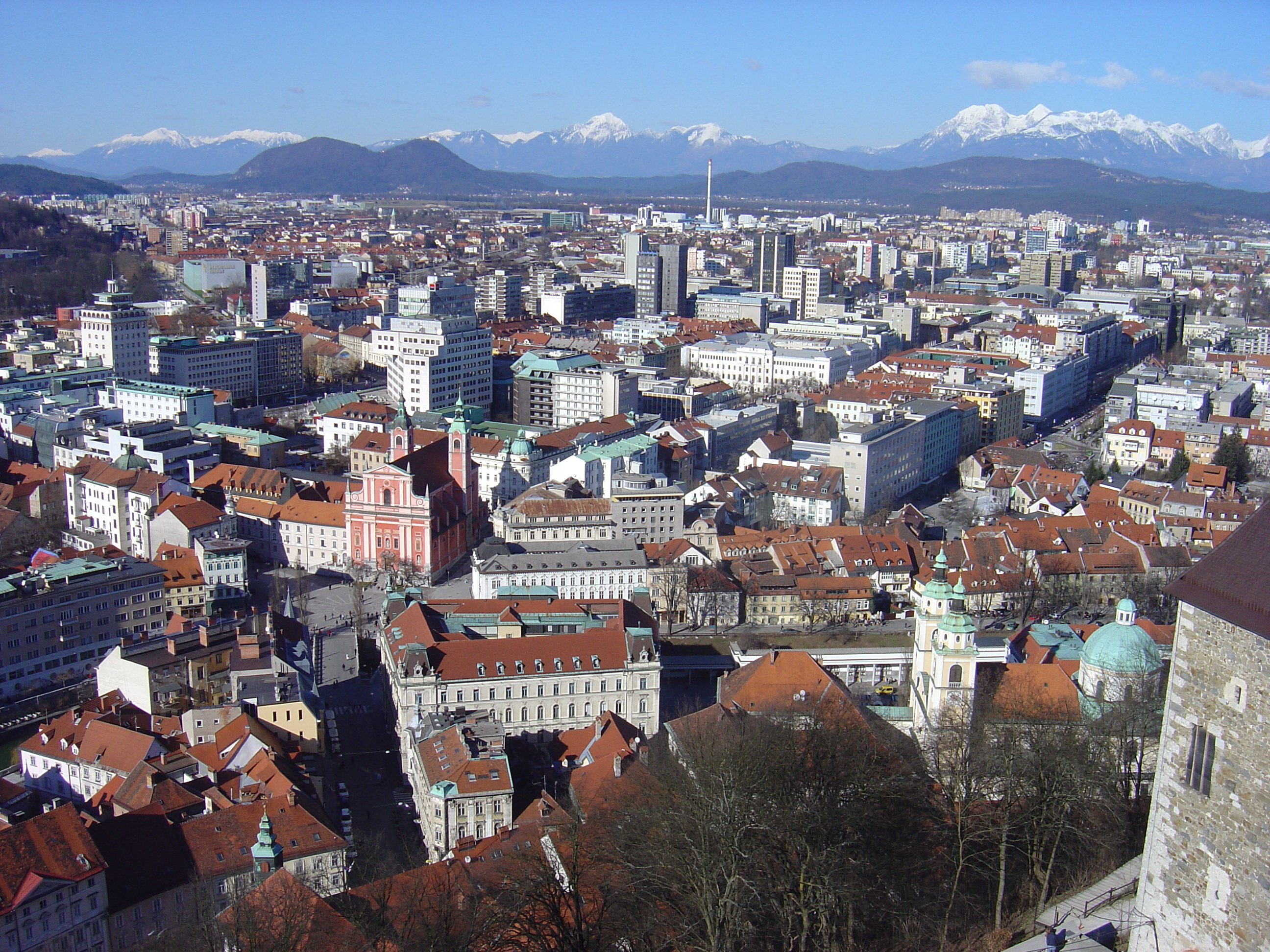
1. Lubiana

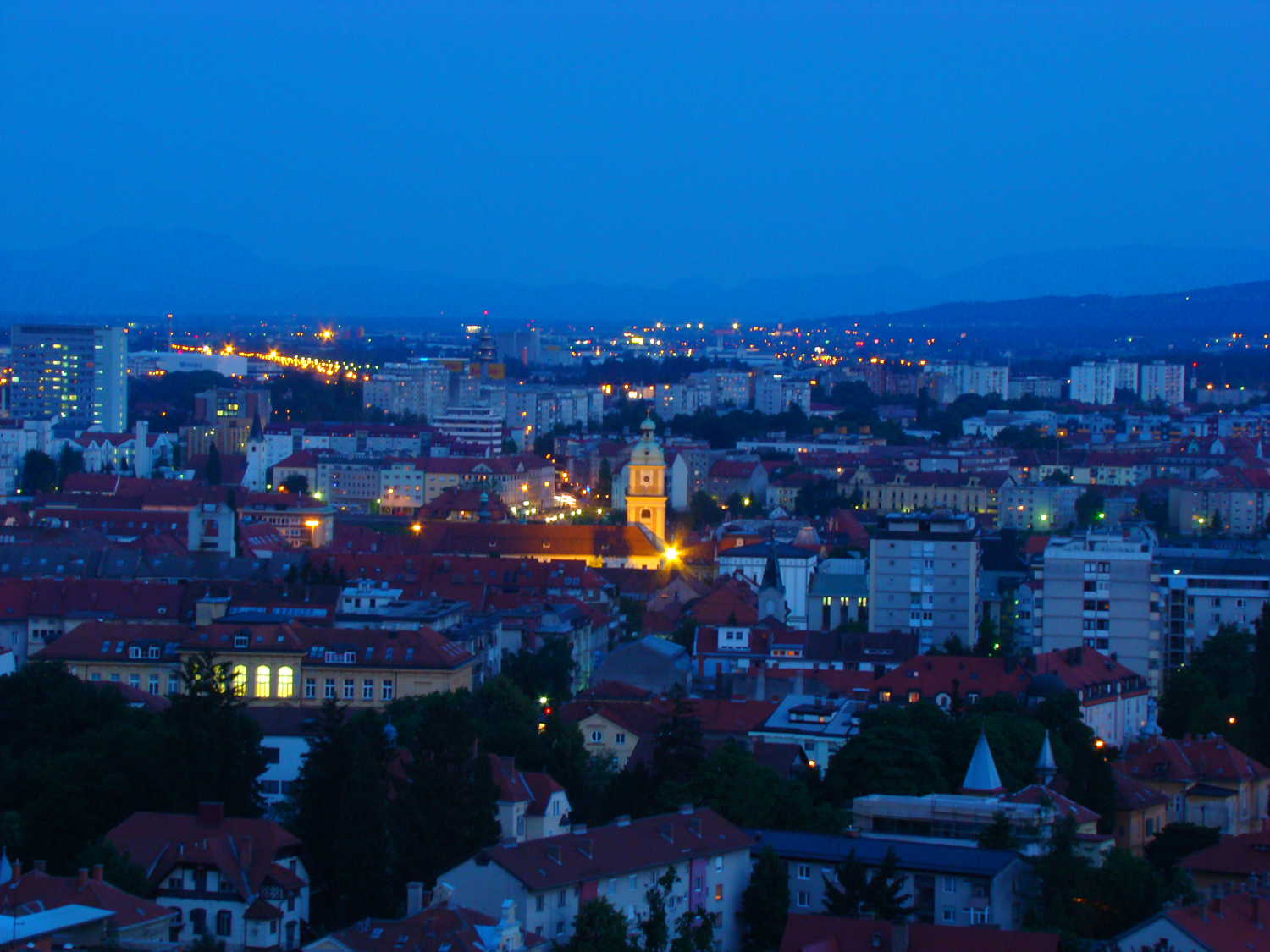
2. Maribor

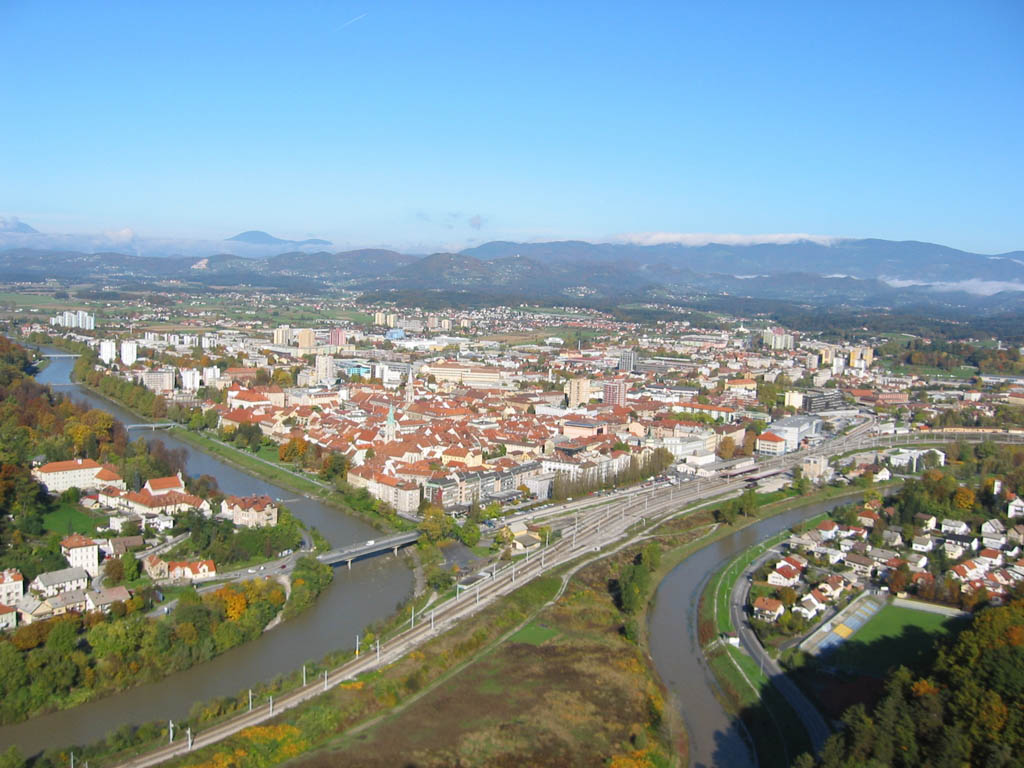
3. Celje

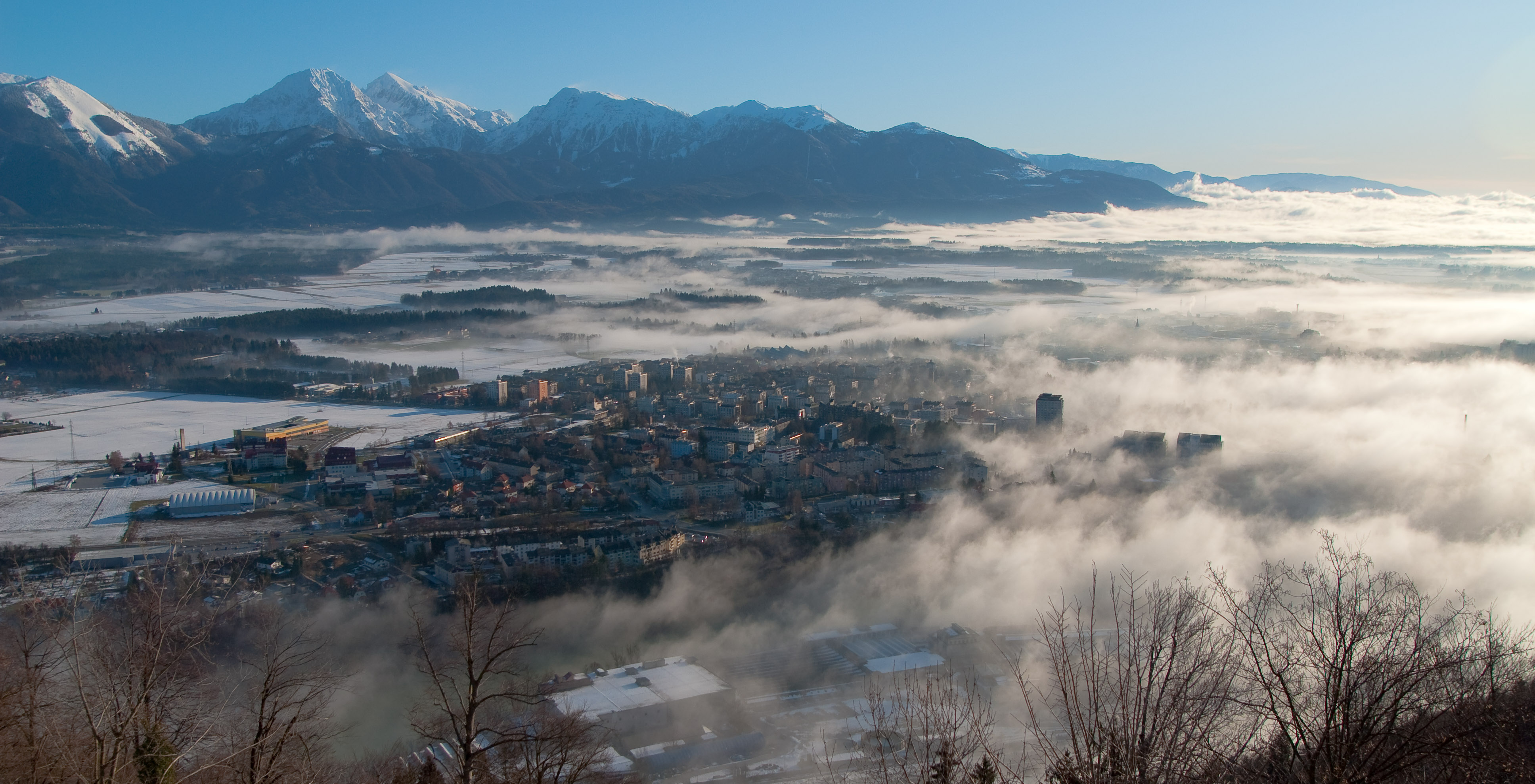
4. Kranj

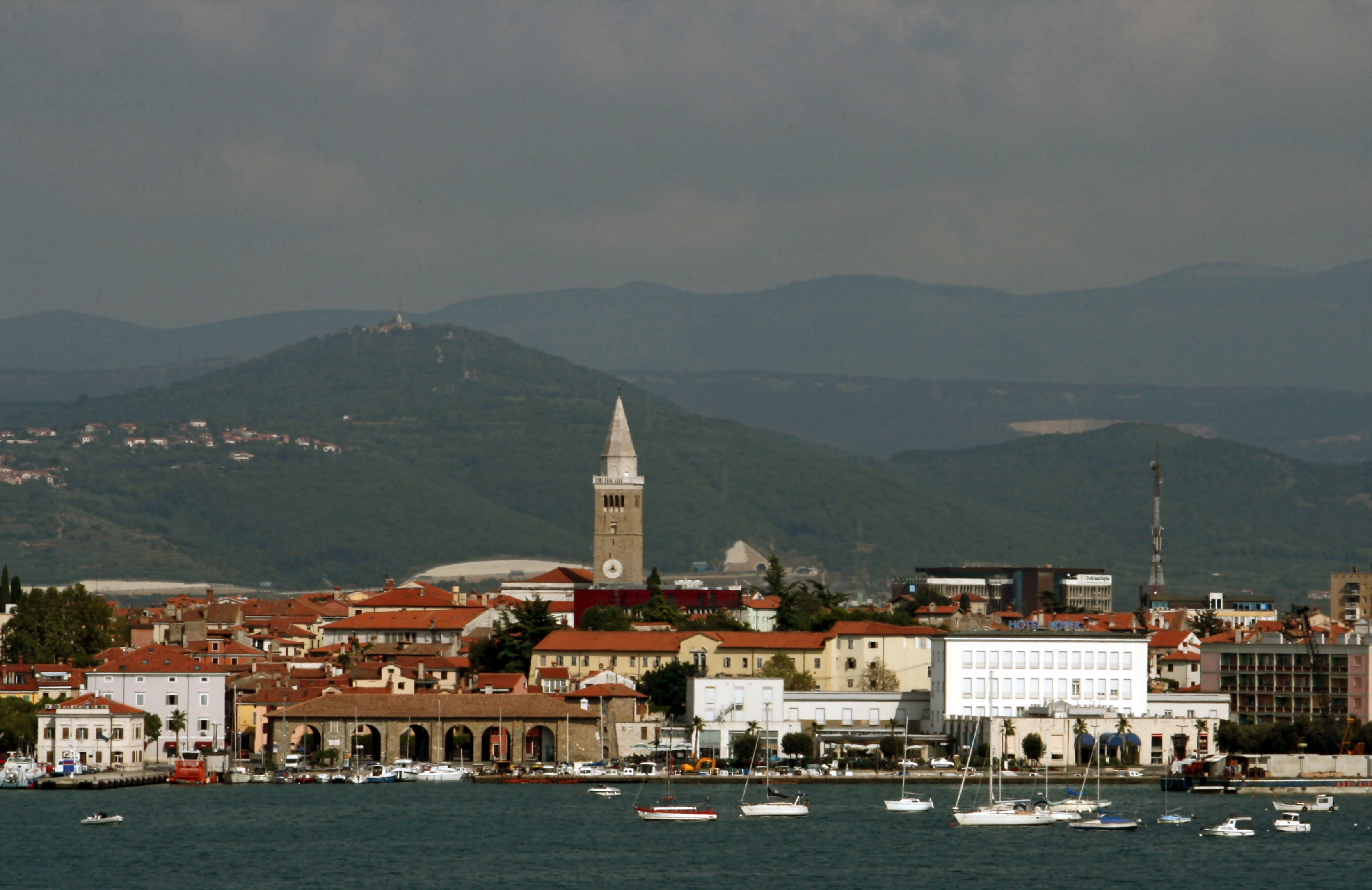
5. Capodistria

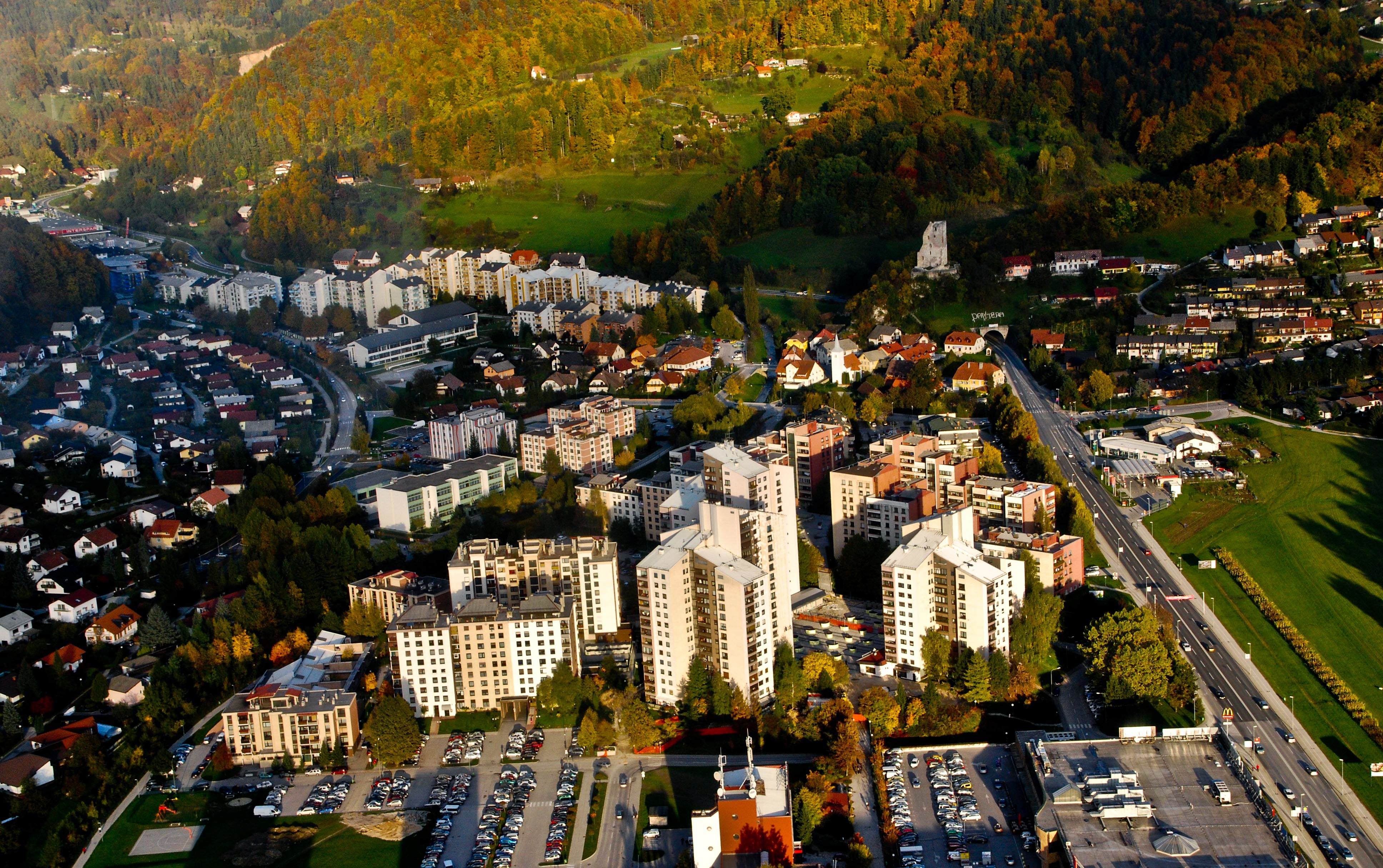
6. Velenje

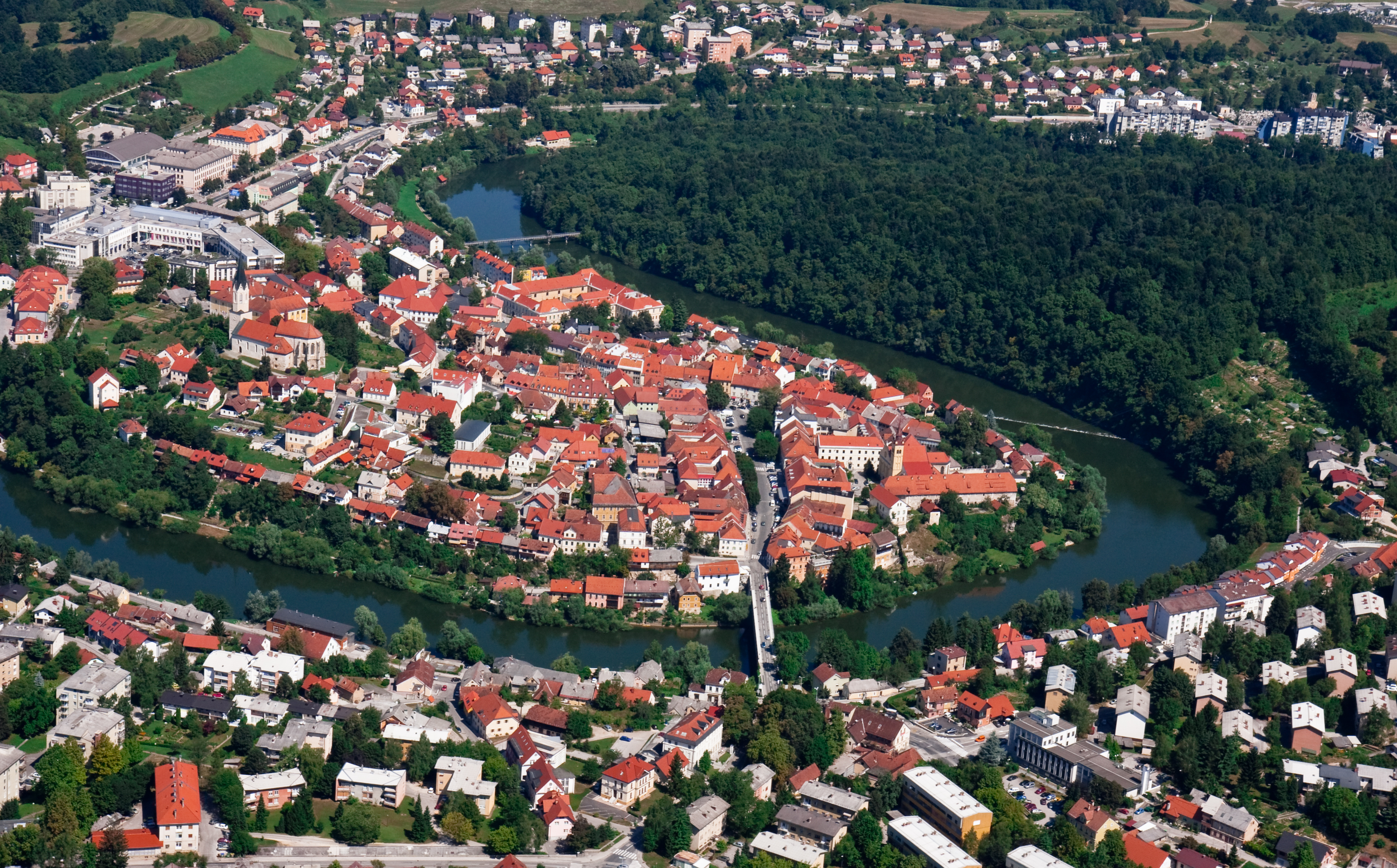
7. Novo mesto

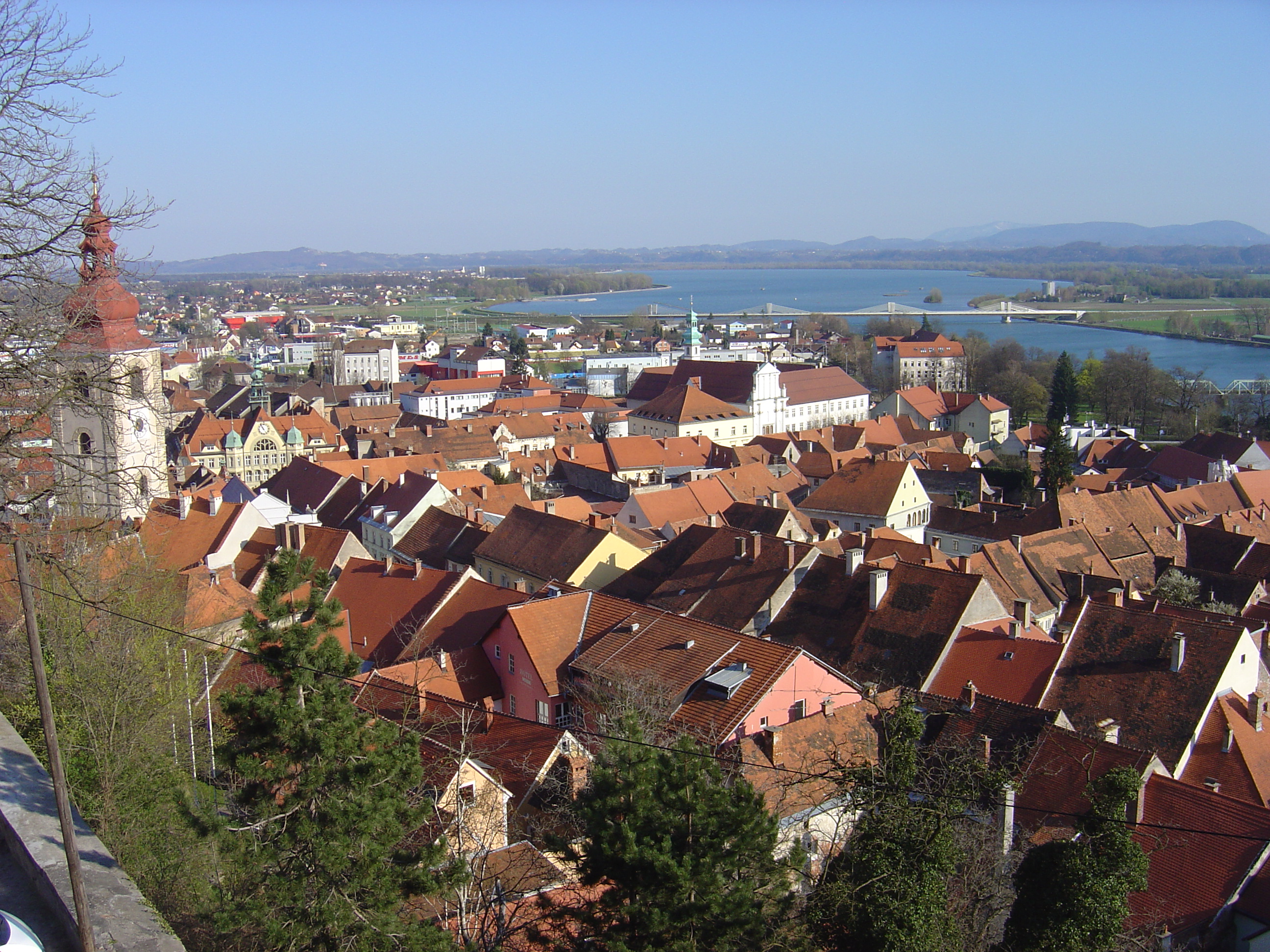
8. Ptuj

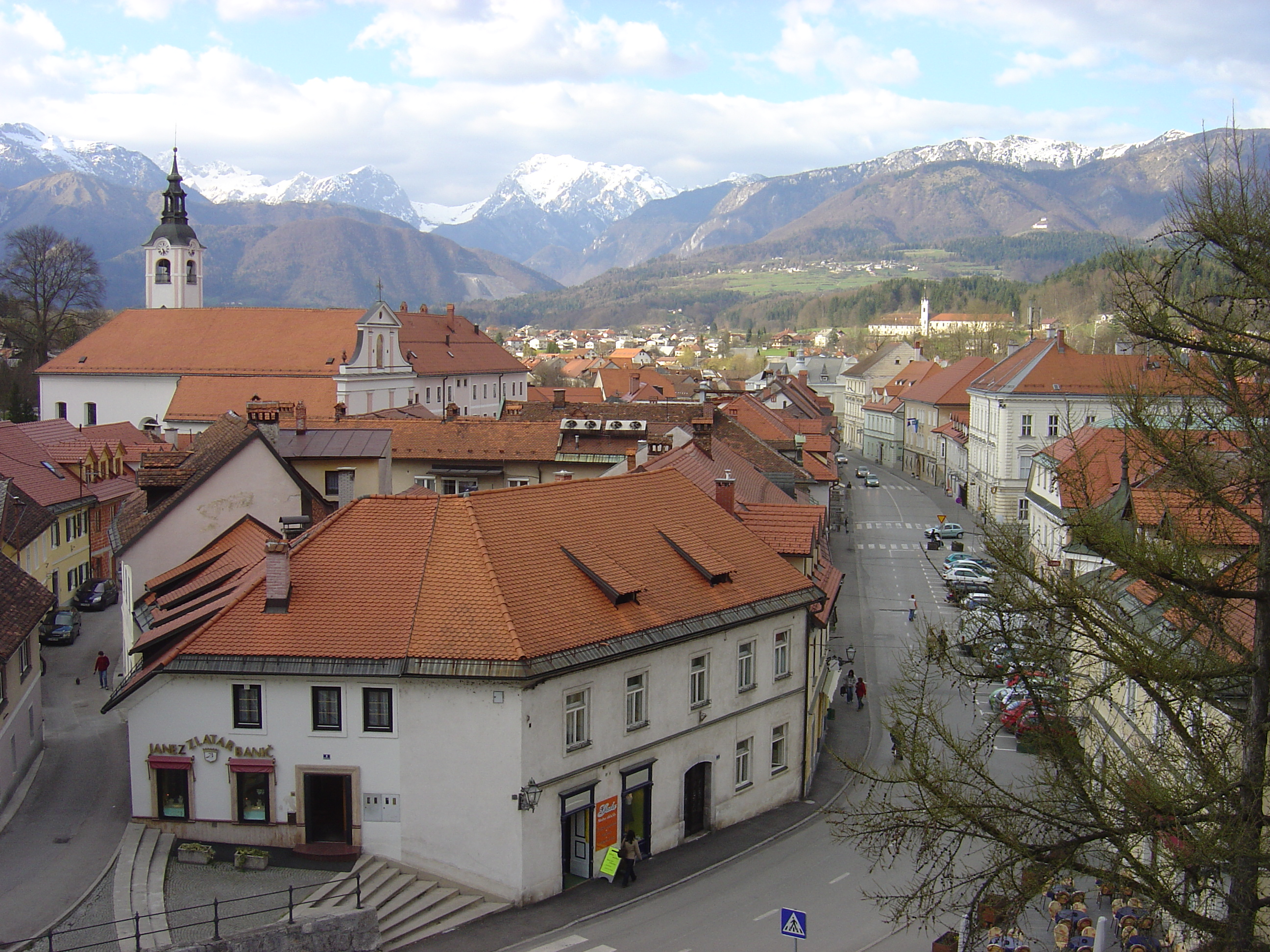
9. Kamnik

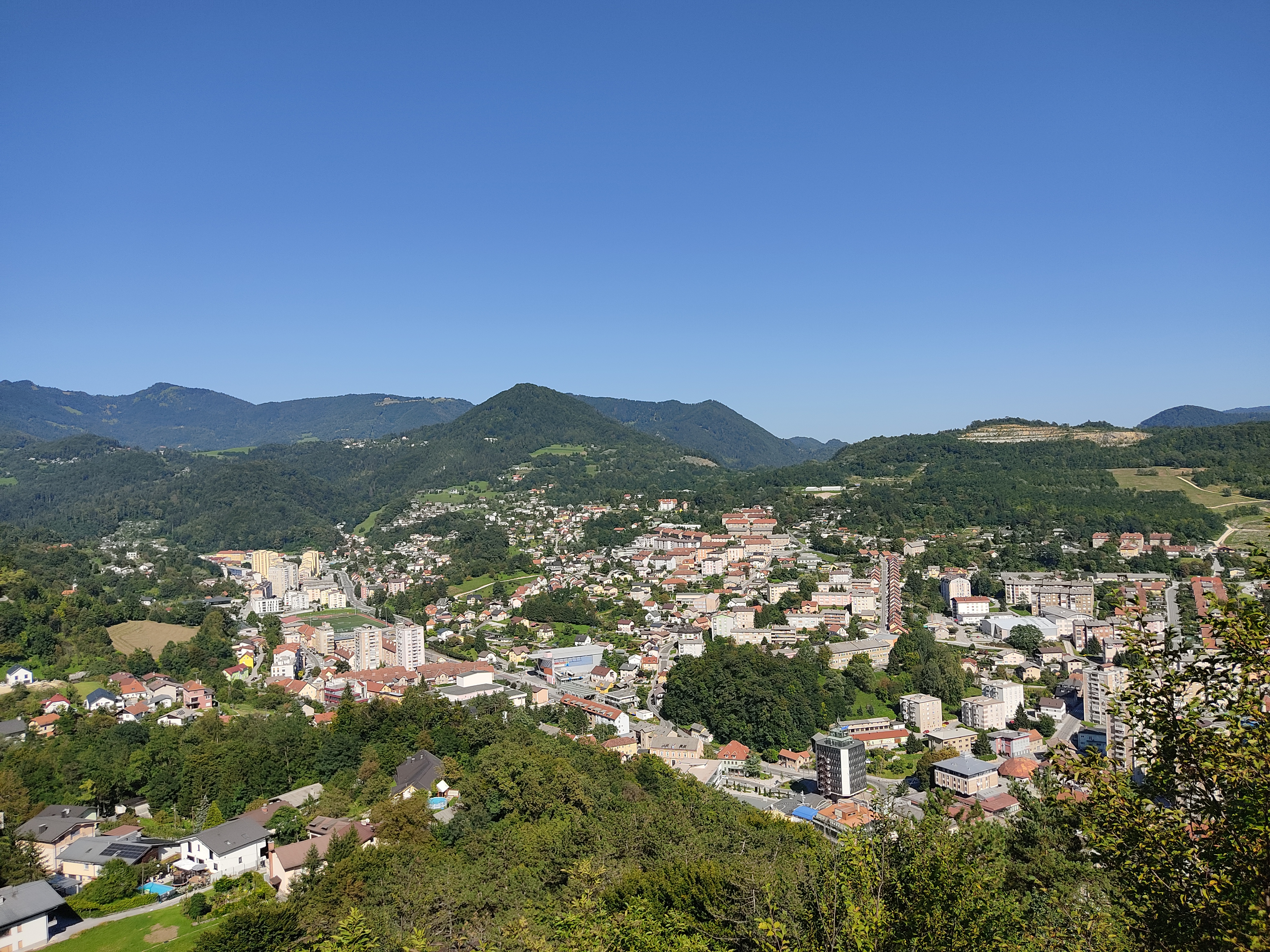
10. Trbovlje

In Slovenia attualmente vi sono 67 centri abitati (naselje) che hanno lo status di città. Secondo il regolamento locale della Repubblica di Slovenia, una città è un insediamento urbano più grande di 3.000 abitanti differente da altri insediamenti nella sua dimensione, struttura economica, popolazione, densità di popolazione e sviluppo storico. Fino al 2005 la decisione di concedere ad un insediamento lo status di città era un compito che spettava all'Assemblea nazionale; dal 2006 invece questa decisione spetta al governo sloveno.
Gli insediamenti che avevano riconosciuto lo status di città all'anno 2000 erano: Aidussina, Bled, Brežice, Capodistria, Celje, Črnomelj, Domžale, Gornja Radgona, Hrastnik, Idria, Ilirska Bistrica, Isola, Jesenice, Kamnik, Kočevje, Kostanjevica na Krki, Kranj, Krško, Laško, Lendava, Litija, Lubiana, Ljutomer, Maribor, Metlika, Murska Sobota, Nauporto, Nova Gorica, Novo Mesto, Ormož, Pirano, Plezzo, Postumia, Ptuj, Radeče, Radovljica, Ravne na Koroškem, Sevnica, Sesana, Slovenj Gradec, Slovenska Bistrica, Slovenske Konjice, Škofja Loka, Šoštanj, Tolmino, Trbovlje, Tržič, Velenje, Višnja Gora, Zagorje ob Savi e Žalec.
Nel dicembre 2005 il governo sloveno ha concesso lo status di città ad altri insediamenti: Circonio, Dravograd, Grosuplje, Longatico, Medvode, Mengeš, Mežica, Prevalje, Ribnica, Rogaška Slatina, Ruše, San Pietro, Šentjur, Trebnje, Železniki e Žiri.

## Elenco delle città
| #  | Stemma | Città                    | Nome ufficiale       | Popolazione (2019) | Regione statistica     | Anno di acquisizione titolo di città        |
| -- | ------ | ------------------------ | -------------------- | ------------------ | ---------------------- | ------------------------------------------- |
| 1  |        | Lubiana                  | Ljubljana            | 284 355            | Slovenia Centrale      | 1220 o 1243                                 |
| 2  |        | Maribor                  | Maribor              | 95 767             | Oltredrava             | XIII secolo                                 |
| 3  |        | Celje                    | Celje                | 37 875             | Savinjska              | 11 aprile 1451                              |
| 4  |        | Kranj                    | Kranj                | 37 463             | Alta Carniola          | 1256                                        |
| 5  |        | Capodistria              | Koper/Capodistria    | 25 611             | Litorale-Carso         | 1230                                        |
| 6  |        | Velenje                  | Velenje              | 25 327             | Savinjska              | 20 settembre 1959                           |
| 7  |        | Novo mesto               | Novo mesto           | 23 719             | Slovenia Sudorientale  | 7 aprile 1365                               |
| 8  |        | Ptuj                     | Ptuj                 | 17 858             | Oltredrava             | 1376                                        |
| 9  |        | Kamnik                   | Kamnik               | 13 742             | Slovenia Centrale      | 1229                                        |
| 10 |        | Trbovlje                 | Trbovlje             | 13 718             | Sava Centrale          | 1952                                        |
| 11 |        | Jesenice                 | Jesenice             | 13 081             | Alta Carniola          | 1929                                        |
| 12 |        | Domžale                  | Domžale              | 13 051             | Slovenia Centrale      | 1951                                        |
| 13 |        | Nova Gorica              | Nova Gorica          | 13 032             | Goriziano              | 1948 (per divisione della città di Gorizia) |
| 14 |        | Škofja Loka              | Škofja Loka          | 11 619             | Alta Carniola          | 1274                                        |
| 15 |        | Isola                    | Izola/Isola          | 11 556             | Litorale-Carso         | 1253                                        |
| 16 |        | Murska Sobota            | Murska Sobota        | 11 113             | Oltremura              | 1366                                        |
| 17 |        | Longatico                | Logatec              | 9 575              | Slovenia Centrale      | 22 dicembre 2005                            |
| 18 |        | Postumia                 | Postojna             | 9 491              | Carniola Interna-Carso | 3 maggio 1909                               |
| 19 |        | Kočevje                  | Kočevje              | 8 171              | Slovenia Sudorientale  | 19 aprile 1471                              |
| 20 |        | Slovenska Bistrica       | Slovenska Bistrica   | 8 118              | Oltredrava             | 1313                                        |
| 21 |        | Grosuplje                | Grosuplje            | 7 716              | Slovenia Centrale      | 22 dicembre 2005                            |
| 22 |        | Nauporto                 | Vrhnika              | 7 520              | Slovenia Centrale      | 1955                                        |
| 23 |        | Ravne na Koroškem        | Ravne na Koroškem    | 7 304              | Carinzia               | 1952                                        |
| 24 |        | Slovenj Gradec           | Slovenj Gradec       | 7 262              | Carinzia               | 22 maggio 1267                              |
| 25 |        | Krško                    | Krško                | 7 140              | Oltresava Inferiore    | 5 marzo 1477                                |
| 26 |        | Brežice                  | Brežice              | 6 813              | Oltresava Inferiore    | 1322                                        |
| 27 |        | Mengeš                   | Mengeš               | 6 748              | Slovenia Centrale      | 22 dicembre 2005                            |
| 28 |        | Aidussina                | Ajdovščina           | 6 729              | Goriziano              | 1955                                        |
| 29 |        | Litija                   | Litija               | 6 629              | Slovenia Centrale      | 1952                                        |
| 30 |        | Radovljica               | Radovljica           | 6 119              | Alta Carniola          | 1473                                        |
| 31 |        | Zagorje ob Savi          | Zagorje ob Savi      | 6 049              | Sava Centrale          |                                             |
| 32 |        | Sesana                   | Sežana               | 5 926              | Litorale-Carso         | 1952                                        |
| 33 |        | Idria                    | Idrija               | 5 843              | Goriziano              |                                             |
| 34 |        | Črnomelj                 | Črnomelj             | 5 585              | Slovenia Sudorientale  | 1407                                        |
| 35 |        | Medvode                  | Medvode              | 5 380              | Slovenia Centrale      | 22 dicembre 2005                            |
| 36 |        | Slovenske Konjice        | Slovenske Konjice    | 5 094              | Savinjska              |                                             |
| 37 |        | Hrastnik                 | Hrastnik             | 4 995              | Sava Centrale          |                                             |
| 38 |        | Bled                     | Bled                 | 4 929              | Alta Carniola          | 1960                                        |
| 39 |        | Rogaška Slatina          | Rogaška Slatina      | 4 970              | Savinjska              | 22 dicembre 2005                            |
| 40 |        | Šentjur                  | Šentjur              | 4 894              | Savinjska              | 22 dicembre 2005                            |
| 41 |        | Žalec                    | Žalec                | 4 878              | Savinjska              | 1964                                        |
| 42 |        | Prevalje                 | Prevalje             | 4 601              | Carinzia               | 22 dicembre 2005                            |
| 43 |        | Sevnica                  | Sevnica              | 4 517              | Oltresava Inferiore    | 1959                                        |
| 44 |        | Bisterza                 | Ilirska Bistrica     | 4 333              | Carniola Interna-Carso | 1933                                        |
| 45 |        | Ruše                     | Ruše                 | 4 256              | Oltredrava             | 22 dicembre 2005                            |
| 46 |        | Circonio                 | Cerknica             | 4 055              | Carniola Interna-Carso | 22 dicembre 2005                            |
| 47 |        | Trebnje                  | Trebnje              | 3 863              | Slovenia Sudorientale  | 22 dicembre 2005                            |
| 48 |        | Pirano                   | Piran                | 3 733              | Litorale-Carso         |                                             |
| 49 |        | Tržič                    | Tržič                | 3 670              | Alta Carniola          | 1926                                        |
| 50 |        | San Pietro               | Šempeter pri Gorici  | 3 658              | Goriziano              | 22 dicembre 2005                            |
| 51 |        | Žiri                     | Žiri                 | 3 596              | Alta Carniola          | 22 dicembre 2005                            |
| 52 |        | Ribnica                  | Ribnica              | 3 575              | Slovenia Sudorientale  | 1480                                        |
| 53 |        | Ljutomer                 | Ljutomer             | 3 362              | Murania                | 1927                                        |
| 54 |        | Tolmino                  | Tolmin               | 3 356              | Goriziano              | 1952                                        |
| 55 |        | Laško                    | Laško                | 3 274              | Savinjska              | 1927                                        |
| 56 |        | Metlika                  | Metlika              | 3 206              | Slovenia Sudorientale  | 1335                                        |
| 57 |        | Lenart                   | Lenart               | 3 204              | Oltredrava             | 29 novembre 1989                            |
| 58 |        | Mežica                   | Mežica               | 3 158              | Carinzia               | 22 dicembre 2005                            |
| 59 |        | Dravograd                | Dravograd            | 3 103              | Carinzia               | 22 dicembre 2005                            |
| 60 |        | Gornja Radgona           | Gornja Radgona       | 3 050              | Oltremura              | 1952                                        |
| 61 |        | Železniki                | Železniki            | 2 958              | Alta Carniola          | 22 dicembre 2005                            |
| 62 |        | Lendava                  | Lendava/Lendva       | 2 942              | Oltremura              | 1867                                        |
| 63 |        | Šoštanj                  | Šoštanj              | 2 893              | Savinjska              | 1911                                        |
| 64 |        | Ormož                    | Ormož                | 2 011              | Oltredrava             | 1331                                        |
| 65 |        | Radeče                   | Radeče               | 2 004              | Oltresava Inferiore    | 25 agosto 1925                              |
| 66 |        | Vipacco                  | Vipava               | 1 950              | Goriziano              | 1478                                        |
| 67 |        | Plezzo                   | Bovec                | 1 572              | Goriziano              | 1951                                        |
| 68 |        | Turnišče                 | Turnišče             | 1 436              | Oltremura              | 1548                                        |
| 69 |        | Caporetto                | Kobarid              | 1 092              | Goriziano              | 1895                                        |
| 70 |        | Višnja Gora              | Višnja Gora          | 1 089              | Slovenia Centrale      | 1478                                        |
| 71 |        | Gornji Grad              | Gornji Grad          | 1 021              | Savinjska              | 1929                                        |
| 72 |        | Kostanjevica na Krki     | Kostanjevica na Krki | 729                | Oltresava Inferiore    |                                             |
| 73 |        | Santa Croce di Aidussina | Vipavski Križ        | 170                | Goriziano              | 14 settembre 1532                           |